# Distrito de Santa Rosa (El Dorado)
El distrito de Santa Rosa es uno de los nueve distritos que conforman la provincia de El Dorado en el departamento de San Martín en el Norte del Perú.
Desde el punto de vista jerárquico de la Iglesia católica forma parte de la  Prelatura de Moyobamba, sufragánea de la Metropolitana de Trujillo y  encomendada por la Santa Sede a la Archidiócesis de Toledo en España.

## Geografía
La capital se encuentra situada a 550 m s. n. m.